# Černokurinskoje
Černokurinskoje (rusky Чернокурьинское, Горькое озеро nebo Горькое Большое озеро) je hořkoslané jezero na jihovýchodě Kulundské stepi v Altajském kraji v Rusku. Má rozlohu 140 km². Maximální hloubky dosahuje 7,2 m.

## Vodní režim
Je protáhlé v úžlabině řeky Kasmala z jihozápadu na severovýchod v délce 50 km při šířce 6 km. Břehy jsou ploché.